# Cartonnage romantique
Les cartonnages romantiques sont des productions typiques de la reliure industrielle qui émergent entre 1830 et 1850, en Europe. Les livres, ainsi produits, bon marché, étaient avant tout destinés aux enfants. Ils sont à l’origine du démarrage et du développement de la lecture à la fin du XIXe siècle, essentiellement dans les populations scolarisés, étant offerts à l'occasion de la distribution des prix de fin d'année scolaire, notamment en France.

Cartonnage percaline
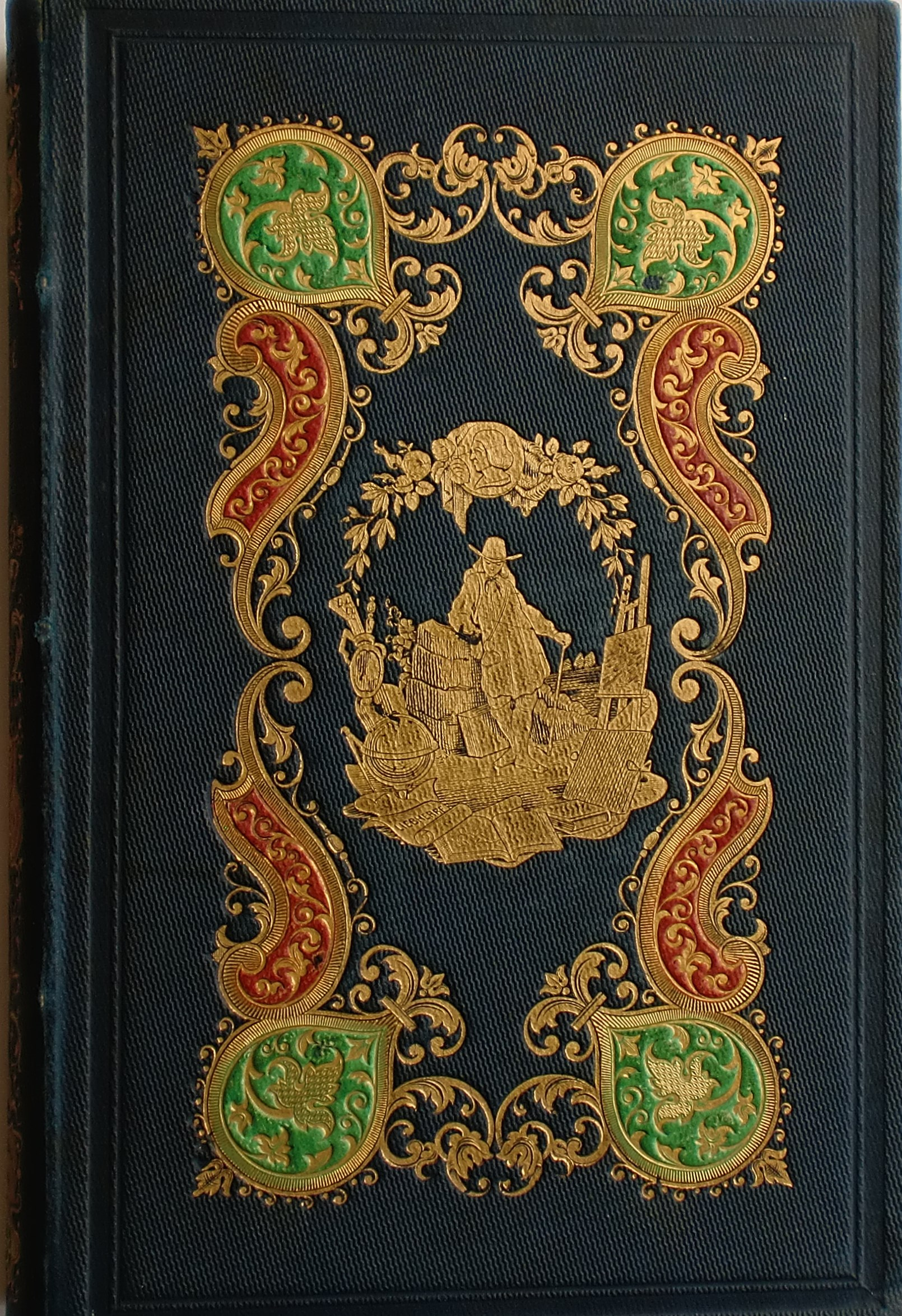
Histoire de Paris et de ses monuments, Mame, Tours, 1852

Cartonnages papier
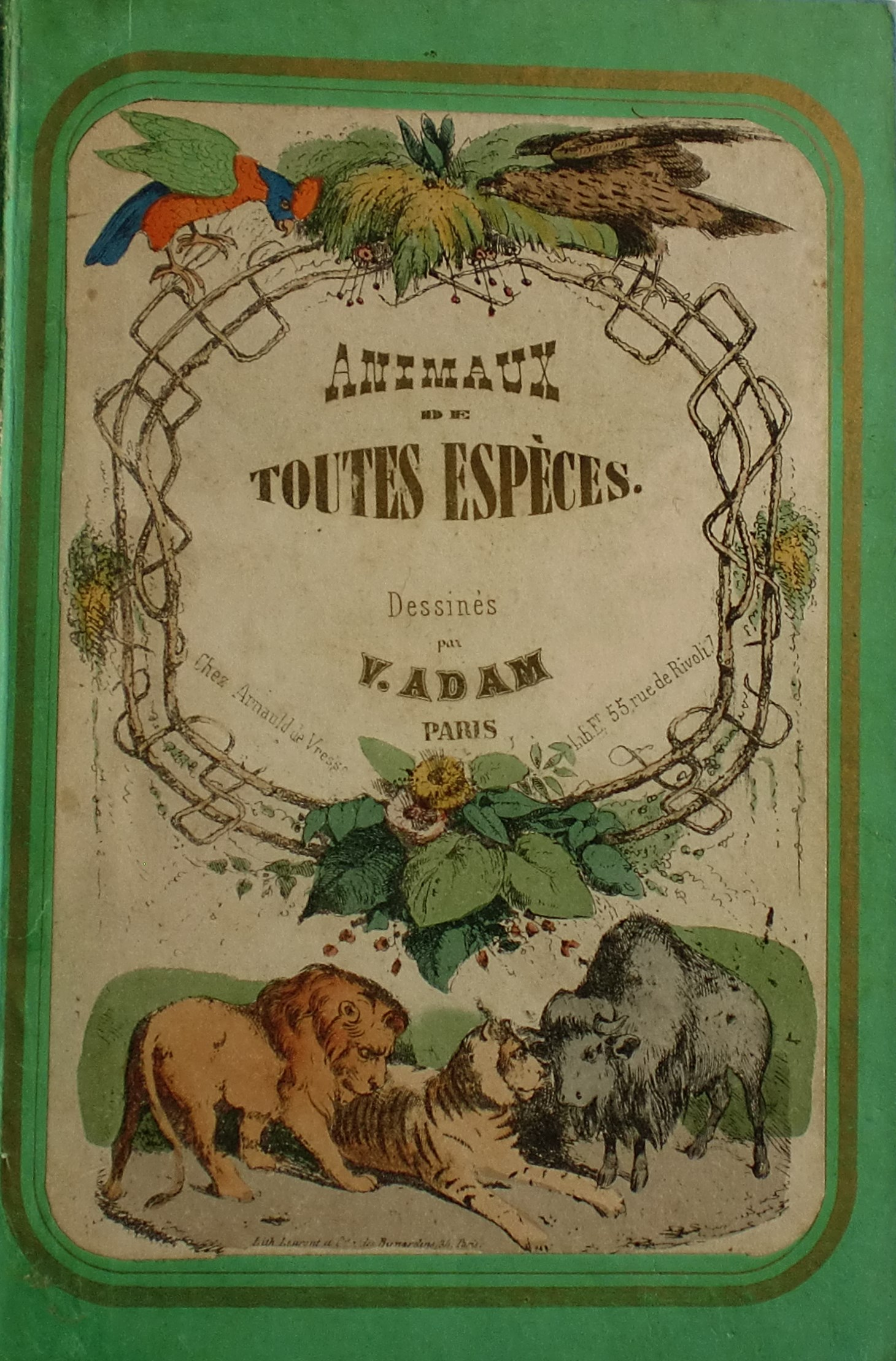
Papier lithographié Animaux de toutes espèces, Arnauld de Vresse, s.d.
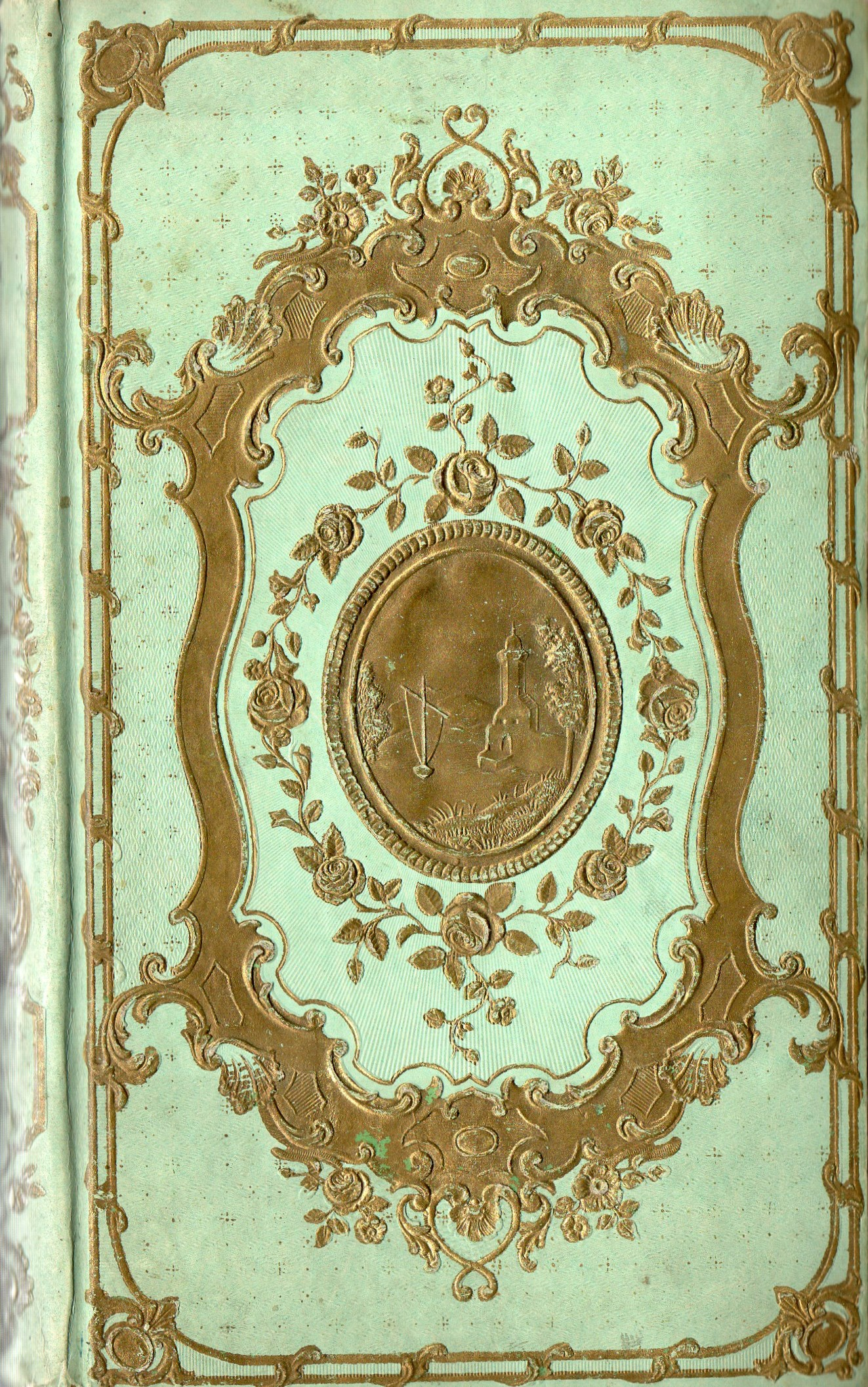
Papier lithographié et gaufré Histoire de St Paul, Barbou, Limoges, 1849
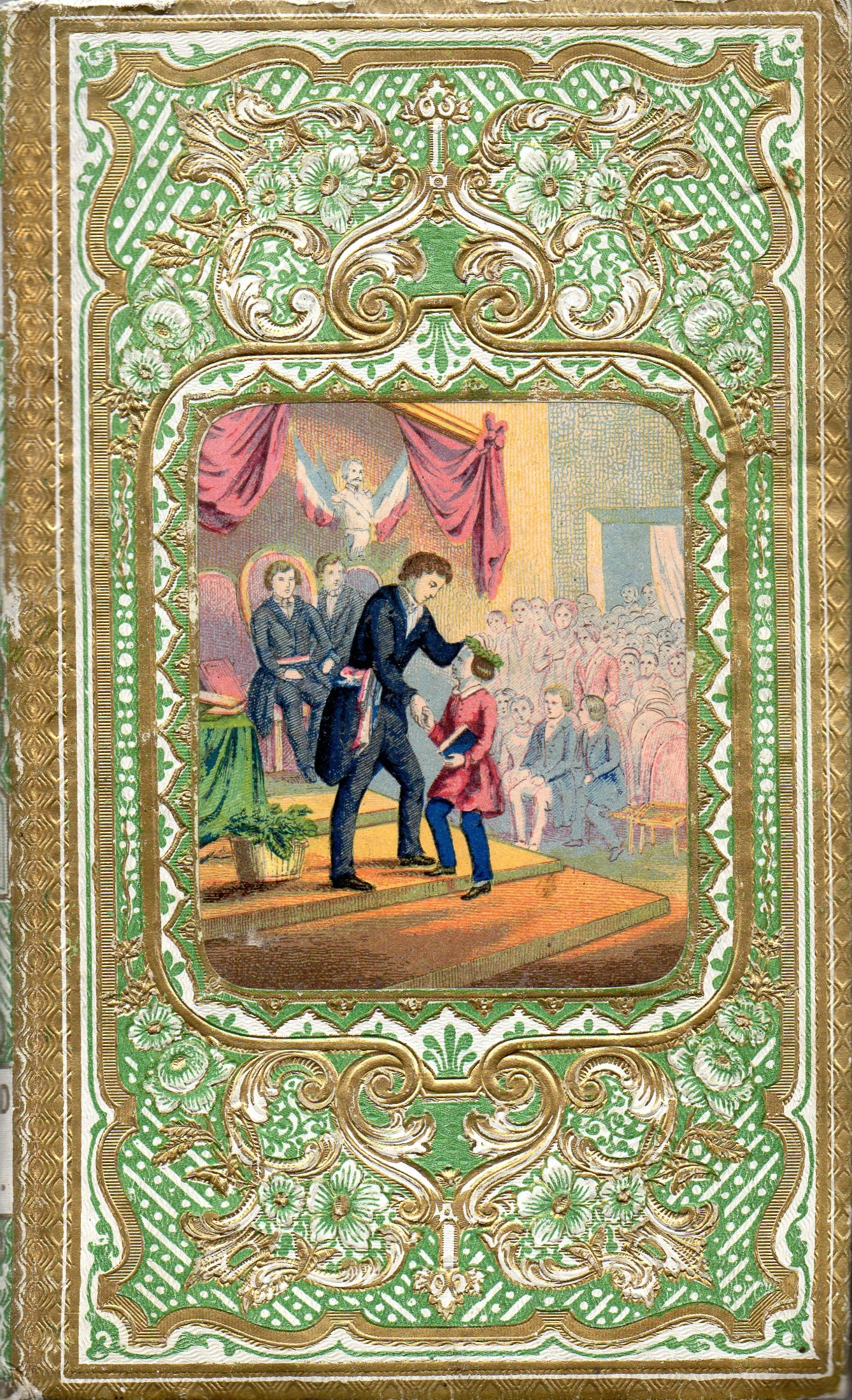
Papier lithographié, gaufré à médaillon André, Mégard, Rouen, 1849

L'étude de ces cartonnages fait pénétrer dans le monde, pour une part ignoré, de la reliure industrielle. C’est une notion qui apparaît en 1840, attribuée à Jean Engel. De lui, Marius-Michel dira en 1892 : « Il peut être considéré comme le créateur de la reliure industrielle dans notre pays, de ce genre de reliure où la machine-outil joue le rôle principal. »

## Naissance en France
L’émergence puis le développement de cette industrie sont liés à une demande croissante de livres. Cette demande est déclenchée
- par les lois Guizot de 1833 et Falloux de 1850 au sujet de l’école. L’une rend toutes les communes de plus de 500 habitants dans l’obligation d’entretenir une école publique et l’autre renforce l’enseignement confessionnel qui aura pour corollaire la création de nombreux établissements congréganistes ;
- par l’Église qui abandonne l’ancienne liturgie gallicane au profit du rite romain.

Ainsi seront édités les livres religieux, les livres offerts pour les communions, les étrennes, et surtout les livres scolaires et leur pendant : les livres de prix facilement repérables par leur ex-præmio

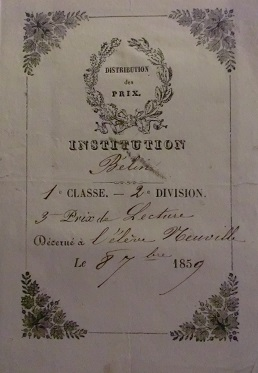
Ex-præmio

Tous ces livres sont édités par millions, essentiellement entre 1840 et 1870. On assistera alors au déclin des maisons d'édition provinciales proches de l'Église, au bénéfice d'éditeurs laïques comme Hetzel et Hachette aux objectifs pédagogiques plus scientifiques.
Les ateliers artisanaux ayant pignon sur rue emploient trois à cinq personnes et sont dans l’impossibilité de répondre à cette demande. Il faut, pour y faire face, créer des ateliers de reliure industrielle, parfois à partir d’ateliers de reliure déjà existants. Ce fut le cas d’Engel à Paris qui se développe dès 1830. C’est surtout en province, à cause de la superficie nécessaire à l’implantation de nouveaux locaux, que sont créés les plus grands ateliers.

## Les grands ateliers français
C’est la Maison Mame qui est de loin la plus importante. Elle inaugure ses nouveaux ateliers en 1853 à Tours. Elle fut considérée à l’époque comme le plus grand atelier de reliure industrielle « en France et à l’étranger ». Le nombre d'ouvriers passe de 600 ouvriers en 1845 à 1200 en 1866 (1500 avec la papeterie de la Haye-Descartes). Eugène d'Auriac écrit à propos de ces ateliers : « Mame exécute par elle-même les travaux divisés de l’éditeur, de l’imprimeur, du libraire et du relieur. »
À Tours, le papier arrive à l’état brut pour ressortir en livre prêt à être vendu. On est très loin de l’atelier artisanal du simple relieur. Ces ateliers ont bénéficié également d’innovations : l’utilisation du gaz, l’installation de fontaines pour rafraichir l’atmosphère, etc. (comme le montre la gravure ci-après).

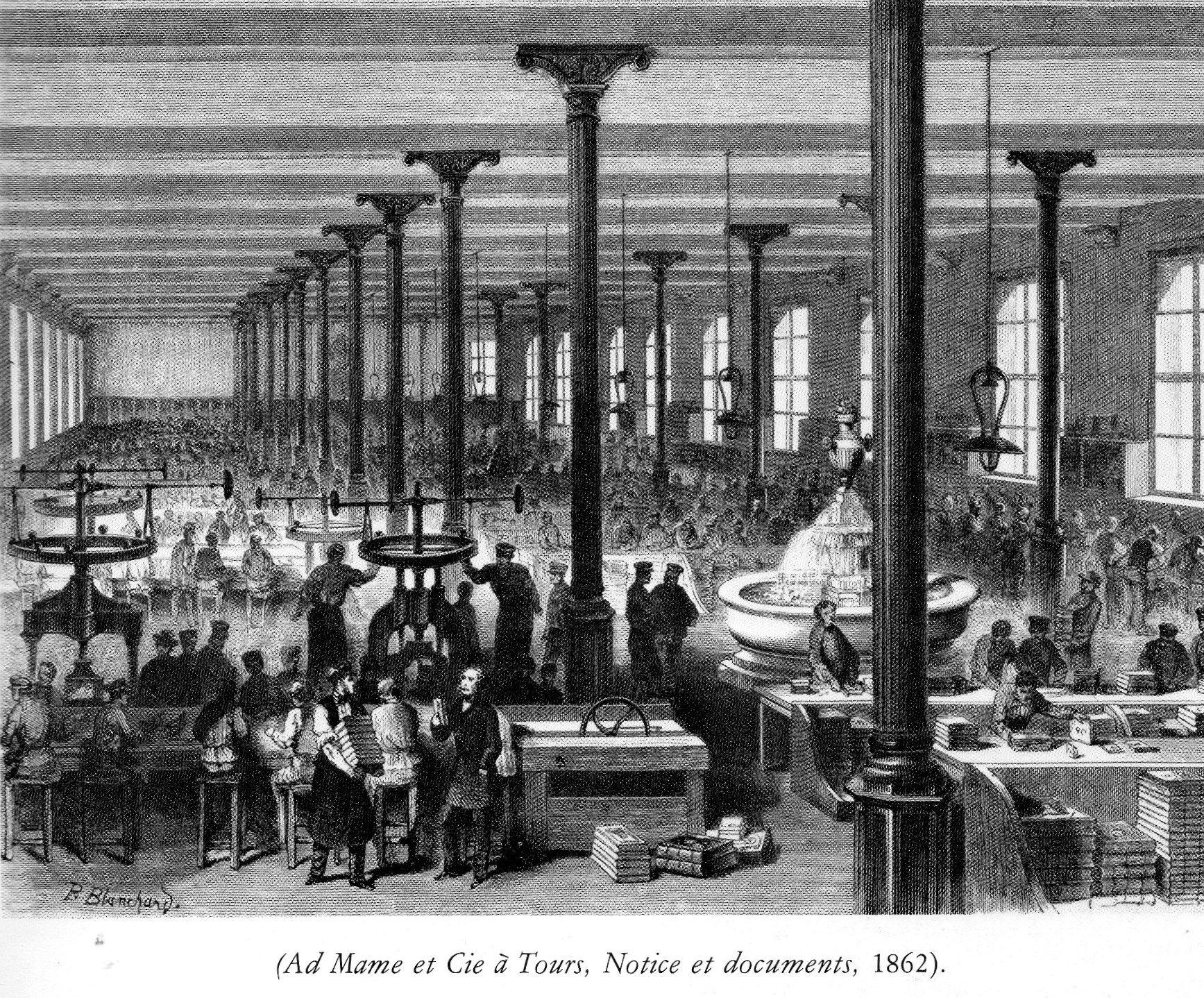
Atelier de reliure de Mame vers 1860 : on y voit les presses à balancier, les fontaines à rafraîchir une atmosphère alourdie par les calorifères, la vapeur des presses et le nombre important d'ouvriers

On parle de reliure industrielle pour deux raisons principales :
- la première, c’est que la machine y fait son apparition. Ces outils sont en constante amélioration. On voit dans ces ateliers l’arrivée de la machine à coudre dès 1851, même si la couture des livres est souvent encore manuelle, la machine à coudre ne donnant pas encore entière satisfaction. On y voit aussi l’étau à endosser[note 2] remplacé en 1855 par le rouleau à endosser, le massicot et enfin, la presse à balancier[note 3],[note 4] et la dorure des couvertures à l'aide de plaques gravées, innovation qui soulagera considérablement le travail de l’ouvrier ;
- la seconde, et peut être la plus importante, est l’organisation du travail qui est complètement bousculée. On assiste à ce qu’on appellera plus tard le « travail à la chaîne ». Tout le travail est découpé, divisé, chaque ouvrier a sa tâche à accomplir, travail répétitif qui lui permet d’acquérir pour cette tâche une certaine dextérité et par là même une certaine rapidité qui permet de produire plus, et à moindre coût, au détriment néanmoins de la qualité. Ainsi nous trouvons dans ces ateliers des passeurs en colle, des coupeurs de carton, des coupeurs de peaux, des pareurs[note 5] tous ces postes spécifiques occupés par le relieur dans un atelier artisanal.Un même volume peut ainsi passer entre les mains de plus de 80 ouvriers.

La technique de l’emboîtage était propice à cette division du travail.

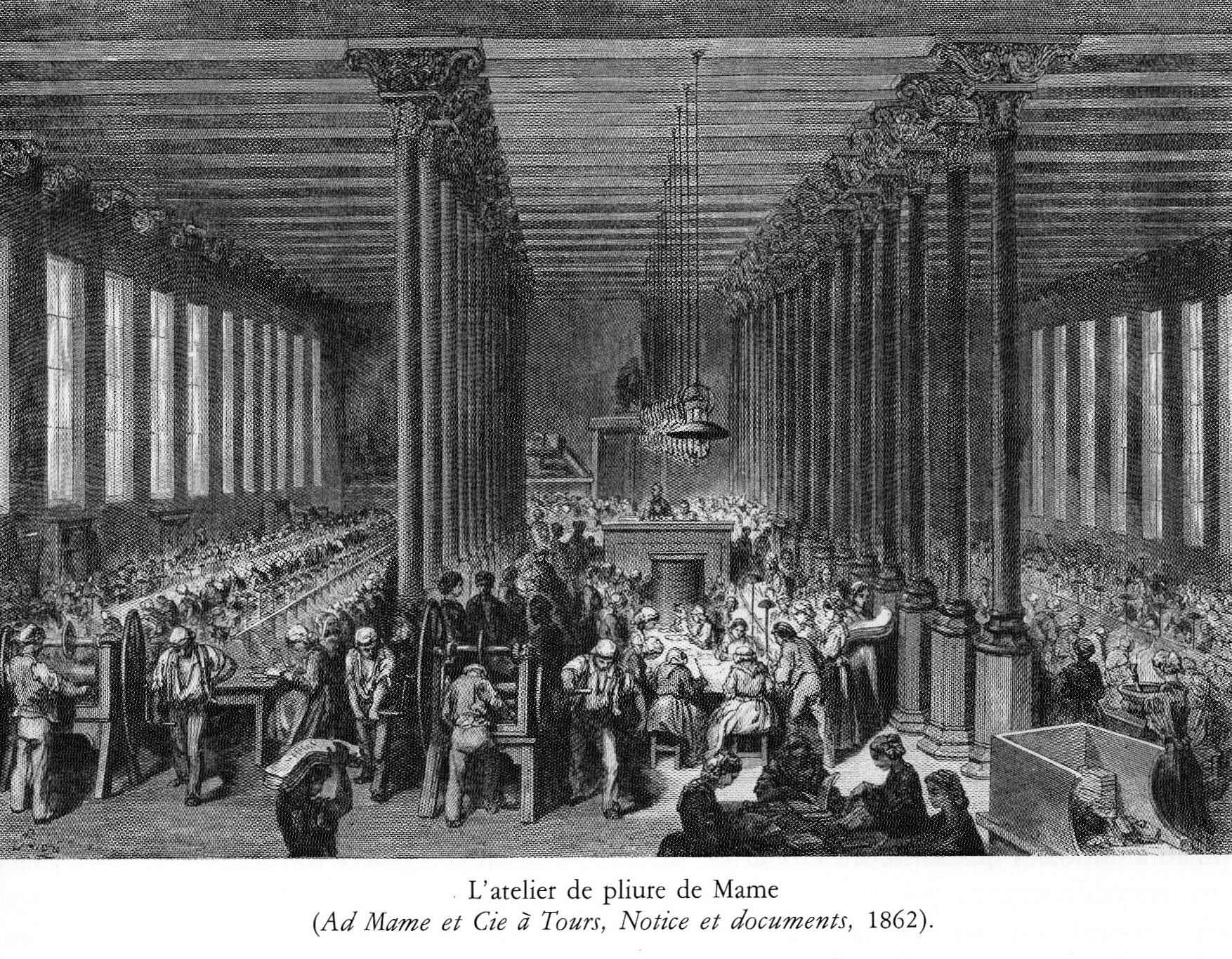
Vue sur l'atelier de pliure de Mame

D’autres maisons importantes se distinguent, telles que :
- Louis-Joseph Lefort à Lille[3]
- Mégard à Rouen[4],[5]
- Barbou à Limoges[6]
- Ardant à Limoges[7],[8].

Il y en a d’autres encore, beaucoup plus petites mais qui ont commercialisé des cartonnages d’une réelle esthétique :
- Beau à Versailles
- Devillario à Carpentras
- Haguenthal à Pont-à-Mousson
- Périsse à Lyon
- Lehuby, Roux, Picard, Bedelet et Desesserts à Paris, etc.

## Définition du cartonnage
Le cartonnage est le produit de ces ateliers de reliure industrielle.
Sa définition en est donnée par Louis-Sébastien Lenormand dans le manuel Roret de 1923 : « Les cartonnages et les emboitages sont des reliures très légères et à un prix relativement peu élevé que l’on applique aux ouvrages de consommation générale ou à ceux que l’on se propose de faire habiller plus tard d’une manière plus sérieuse. Toutefois il existe une différence très sérieuse entre les uns et les autres. C’est que, dans les cartonnages, la couverture est réellement fixée au livre à la manière ordinaire, c’est-à-dire par des ficelles, tandis que dans les emboitages, la couverture ne tient au livre que par le collage des gardes, lesquelles sont en papier ». Erwana Brin rajoutera dans un article paru en 1966 que « [ce qui], plus encore, différencie les cartonnages et les emboitages de la reliure, [c’est que] le décor s’applique à la couverture avant que celle-ci ne soit fixée au volume. »

## Technique de fabrication
Elle est différente de la technique de la reliure traditionnelle qui a évolué à travers l'histoire de la reliure.
Trois grandes étapes sont nécessaires pour aboutir au produit fini :
- 1re étape : travail sur le bloc livre. Les feuilles imprimées sont pliées puis cousues avec une couture particulière : « la couture à cahier sauté ». La couture se fait sur trois feuillets au lieu de deux entraînant un gain de temps. La couture terminée, le dos du livre est encollé, arrondi et endossé[note 2]. Enfin une page de garde[note 6] blanche, pliée en deux, sera collée sur le livre sur un centimètre de largeur, le long du mors au recto et au verso du livre. C’est une manipulation qui aura une grande importance dans le maintien du livre dans son intégralité.

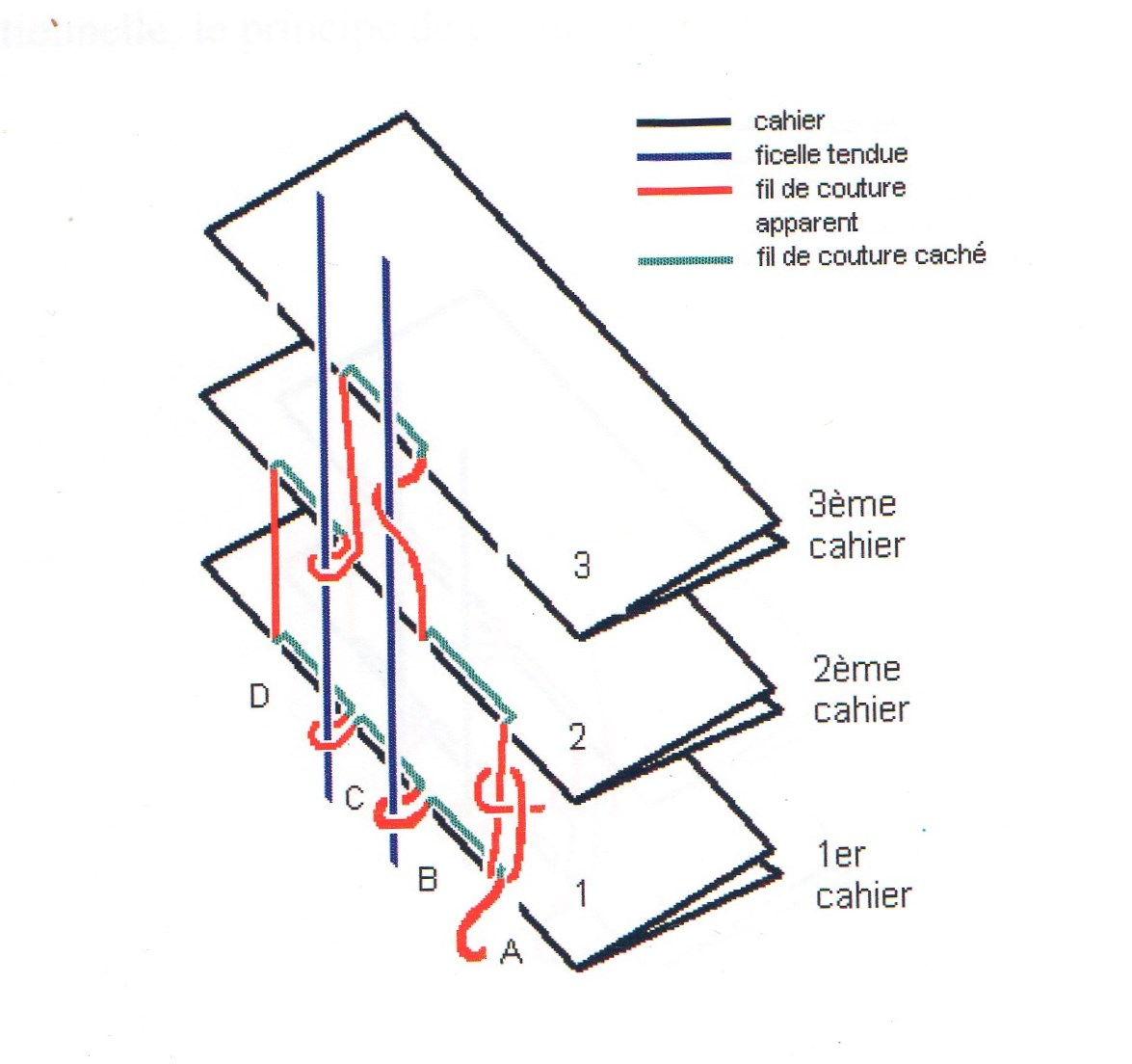
Couture à cahier sauté
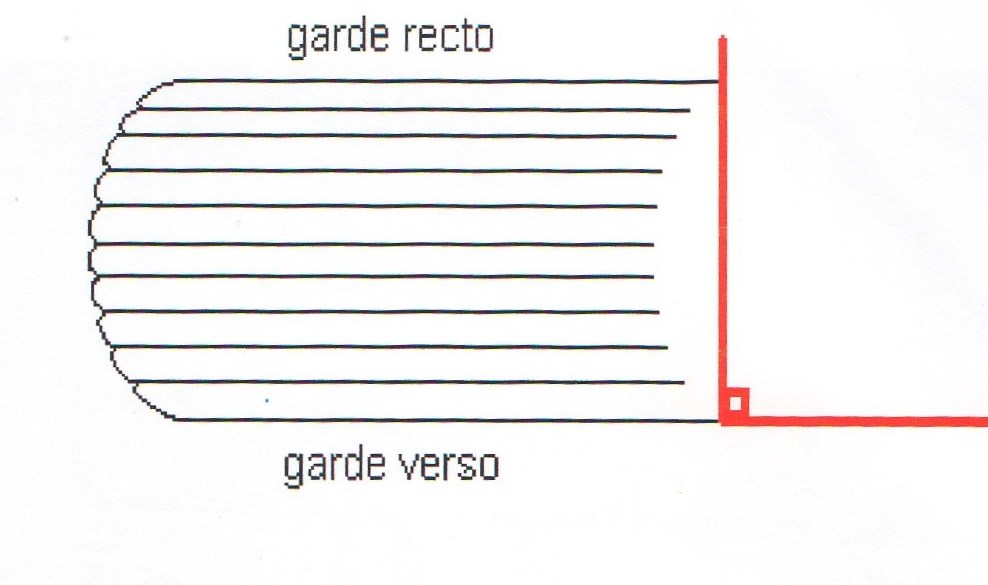
Arrondissure
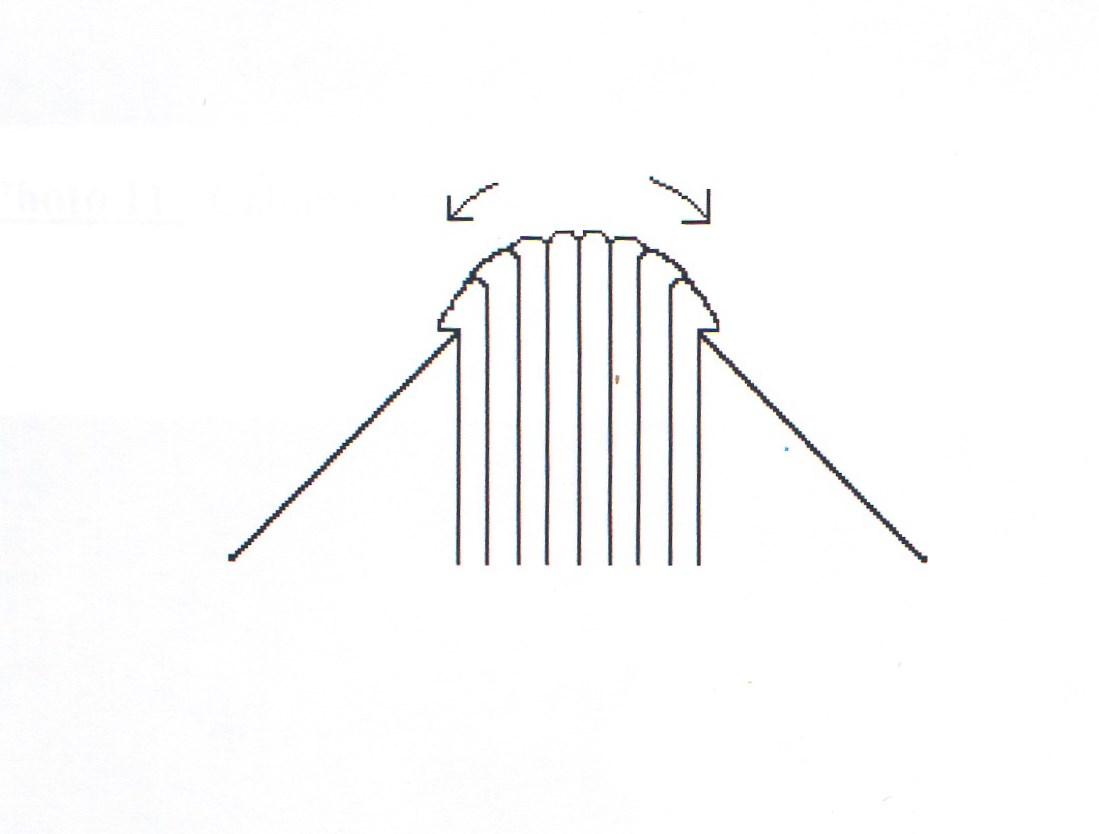
Endossure

- 2e étape : fabrication de la couverture. On taille deux morceaux de carton appelés plats aux dimensions du livre plus une chasse. Une carte plus mince correspondant à l'épaisseur du dos et augmentée de 2  à   3 cm est collée sur les plats. Ces trois morceaux sont ensuite collés sur son habillage, lequel peut être en percaline[note 7] en peau ou en papier. La couverture papier comportera déjà le décor, le titre de l’ouvrage et le nom de l’éditeur.

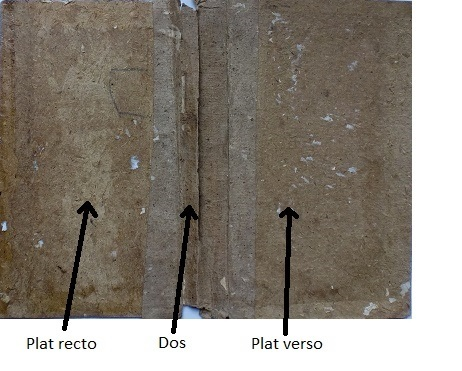
Les deux plats reliés par la carte du dos

- 3e et dernière étape : réunion du bloc livre et de la couverture. On encolle les gardes recto et verso du livre, on introduit ensuite le bloc livre dans la couverture. Les gardes adhèrent à la couverture par simple pression. Le livre n’est rattaché à la couverture que par le collage des gardes sur les cartons de la couverture. Cette manipulation permet de comprendre pourquoi il reste peu d’ouvrages en bon état : en effet la matière papier très fragile n’a très souvent tenu ni aux mors, ni au niveau des gardes à l’intérieur, provoquant la dislocation de l’ouvrage.

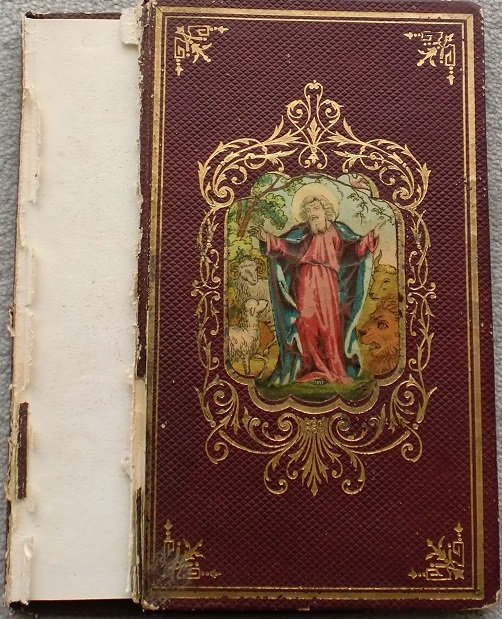
On se retrouve avec d'un côté le plat recto et de l'autre le livre
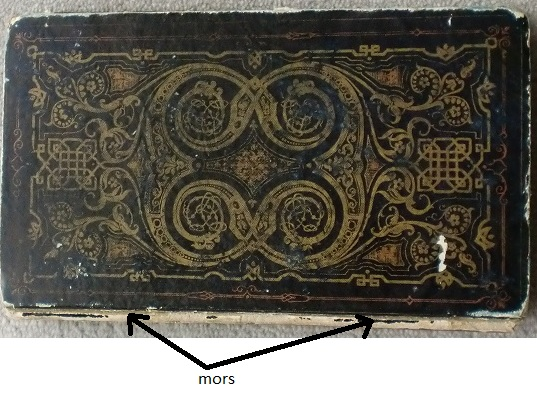
On a un plat qui tient encore au bloc livre par la garde intérieure mais dont le papier est fendu sur toute la longueur du mors

La technique de fabrication des cartonnages est donc celle décrite dans le manuel Roret sous le nom d’« emboîtage ».

### Terminologie
Le cartonnage est en fait un emboîtage.
Pour Edwina Herscher, dans son petit essai de 1930 sur les cartonnages romantiques : « Ainsi donc, gardant au mot emboîtage une valeur purement technique, nous conserverons le nom de cartonnage devenu d’usage courant pour designer cette catégorie très déterminée du livre du XIXe siècle à revêture ornée qui ne peut se confondre avec celle de la reliure. »
Tous ces cartonnages sont recouverts :
- de peau et le plus souvent de basane[note 8], peau bon marché et dont on cache souvent les défauts par le racinage[note 9] ;
- de percaline, c’est-à-dire de toile. De tous les cartonnages, ce sont les plus connus. La raison en est simple : la percaline étant plus solide que le papier, ils ont mieux traversé le temps. On en trouve aujourd’hui encore de beaux spécimens en bon état. La fabrication du cartonnage est la même pour la percaline que pour le papier à quelques détails près : pose d’une tranchefile[note 10],[note 11] mécanique, gardes en papier en général de couleur jaune de meilleure qualité que pour les cartonnages papier, etc. Mais la grande différence c’est que le décor sur les plats et le dos est réalisé après la couvrure à l’aide de plaques, laissant sur le carton une empreinte significative ;
- de papier ; ce sont les plus nombreux. Ils sont de trois sortes :
  - les cartonnages en papier lithographié,
  - les cartonnages en papier lithographié et gaufré,
  - les cartonnages en papier lithographié et gaufré à médaillon. La couverture en papier est évidée au centre d'un ou des deux plats et laisse voir « un petit tableau chromolithographié ».

Cartonnage démonté
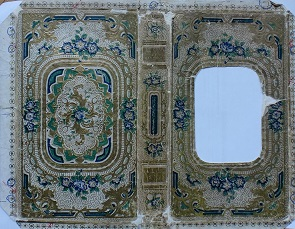
On aperçoit la couverture évidée. Sur le dos, apparaissent le titre et le nom de l'éditeur.
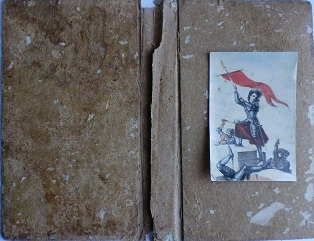
On voit le plat recto avec l'image et le plat verso reliés par la carte du dos (avant la pose de la couverture).

Tous ces cartonnages portent le nom de cartonnages romantiques entre 1840 et 1870. C’est au début de cette période qu’ils seront les plus luxueux. Certains ont d’ailleurs leurs tranches dorées.
Le décor des cartonnages lithographiés, ainsi que celui des cartonnages lithographiés et gaufrés est réalisé avant la pose du papier sur le carton. La lithographie, permettant la reproduction d’un décor à grande échelle, a largement contribué, au même titre que la mécanisation et la division du travail, à la diffusion à moindre coût de ces millions d’ouvrages dont certains sont très réussis.

## Glossaire

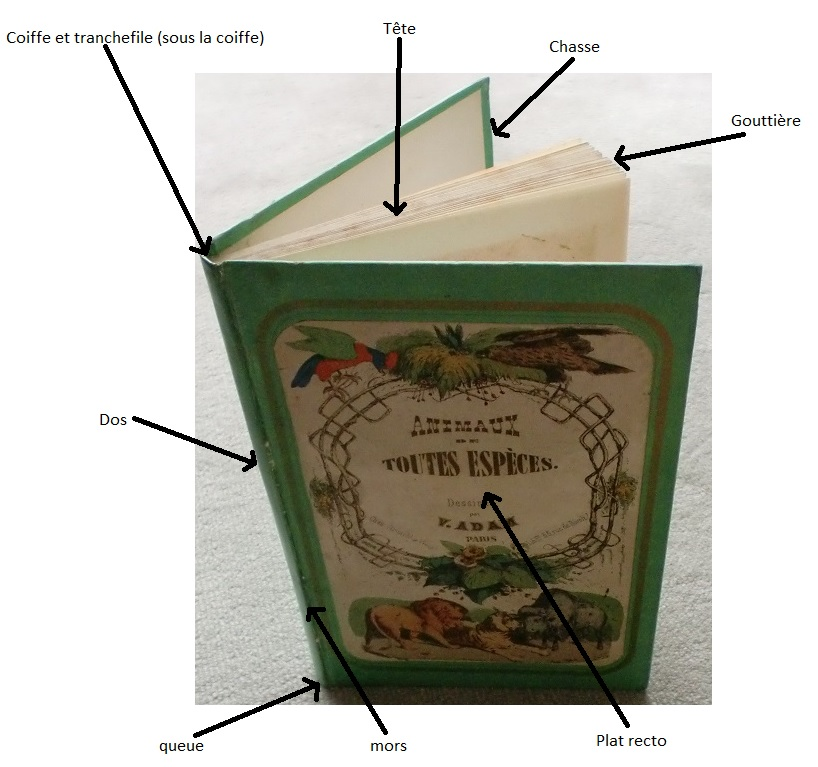